# نادي الكرامة لكرة السلة
نادي الكرامة لكرة السلة هو نادي كرة سلة سوري من مدينة حمص، في 2021 حصل على أول لقب دوري في تاريخه.